# Sindap állomás
Sindap állomás a szöuli metró 2-es vonalának egyik állomása Szongdong-ku (Seongdong-gu) kerületben.

## Viszonylatok
| 2-es vonal                                | 2-es vonal                 | 2-es vonal                                       |
| ----------------------------------------- | -------------------------- | ------------------------------------------------ |
| Jongdap (Yongdap) Szongszu (Seongsu) felé | Szongszu (Seongsu) szakasz | Jongdu (Yongdu) Sinszol-tong (Sinseol-dong) felé |